# Kindsköpfe 2
Kindsköpfe 2 (Originaltitel: Grown Ups 2) ist eine US-amerikanische Filmkomödie mit Adam Sandler, Kevin James, Chris Rock und David Spade aus dem Jahr 2013. Adam Sandler und Fred Wolf schrieben das Drehbuch und Dennis Dugan führte Regie. Der Film ist die Fortsetzung der Komödie Kindsköpfe aus dem Jahr 2010 und wurde von Sandlers Produktionsfirma Happy Madison Productions und dem Filmverleih Columbia Pictures produziert. Bis auf Rob Schneider wirkten alle Hauptdarsteller des ersten Teils erneut mit.

## Handlung
Hollywood-Agent Lenny ist mit seiner Familie in seine alte Heimatstadt in Neuengland zurückgezogen, um seinen Kindern ein normales Leben zu ermöglichen. Seine Jugendfreunde Eric, Kurt und Marcus sowie ihre alten Rivalen um Dickie Bailey wohnen ebenfalls noch dort und sind hier beruflich tätig. Allerdings gibt es auch hier Probleme, denn neben den Schwierigkeiten seiner Söhne Greg und Keith, sich mit Mädchen zu verabreden, möchte Lennys Frau Roxanne gerne noch ein viertes Kind, was ihm seine Freunde aber ziemlich schlechtmachen. Marcus muss noch dazu mit einem unehelichen Sohn namens Braden zurechtkommen, den er bis vor kurzem nicht einmal kannte und der fürs Erste nicht sehr gut auf ihn zu sprechen ist.
Der letzte Schultag steht bevor und eine Gruppe Studenten, allen voran der angeberische Andy, werfen Lenny und seinen Freunden vor, sie seien längst nicht mehr so angesagt wie früher. Als Rache dafür verwüstet Braden ihr Verbindungshaus, was sie jedoch den Vätern zuschreiben. Während des Tages läuft einiges schief: Lenny bricht seinem Sohn Keith beim Footballtraining versehentlich das Bein; Eric versetzt seine Frau, um seine Mutter zu besuchen, und Roxanne muss erfahren, dass ihre Angestellte Penny seit ihrer Schulzeit eine Schwäche für ihren Mann hat.
Am Abend findet in Lennys Haus eine große Party statt, wo sich alle wie in den 80er-Jahren verkleiden. Bei dieser Feier gesteht Roxanne Lenny, dass sie schwanger ist, was diesen ziemlich verunsichert. Dabei aber versöhnt er sich mit Tommy Cavanaugh, der ihn in der Schule immer geärgert hat, und die Eltern entdecken dabei die Talente ihrer Kinder. Plötzlich erscheinen die Studenten, um sich für die Zerstörung ihres Verbindungshauses zu rächen, werden von Lenny und den anderen aber in die Flucht geschlagen. Die Freunde sind sich nun einig, dass sie längst noch nicht zum „alten Eisen“ gehören. Später sind sie bei Erics Mutter zu Besuch, die ihnen anhand des Beispiels ihres Sohnes erklärt, dass ein ungeplantes Kind nicht weniger geliebt wird als ein geplantes. Dies stimmt Marcus nachdenklich und Lenny freut sich schon auf sein viertes Kind.

## Synchronisation
Die Synchronisation des Films übernahm die FFS Film- & Fernseh-Synchron GmbH aus Berlin. Für das Dialogbuch und die Dialogregie ist Elisabeth von Molo verantwortlich.
| Darsteller            | Sprecher           | Rolle               |
| --------------------- | ------------------ | ------------------- |
| Adam Sandler          | Dietmar Wunder     | Lenny Feder         |
| Kevin James           | Thomas Karallus    | Eric Lamonsoff      |
| Chris Rock            | Oliver Rohrbeck    | Kurt McKenzie       |
| David Spade           | Florian Halm       | Marcus Higgins      |
| Nick Swardson         | Christian Gaul     | Nick                |
| Salma Hayek           | Christin Marquitan | Roxanne Chase-Feder |
| Cameron Boyce         | David Kunze        | Keithie Feder       |
| Alexys Nycole Sanchez | Sarah Kunze        | Becky Feder         |
| Maria Bello           | Gundi Eberhard     | Sally Lamonsoff     |
| Maya Rudolph          | Daniela Hoffmann   | Deanne McKenzie     |
| Jake Goldberg         | Alexander Landmann | Greg Feder          |
| Steve Buscemi         | Santiago Ziesmer   | Wiley               |
| Nadji Jeter           | Lukas Schust       | Andre McKenzie      |
| China Anne McClain    | Katharina Ritter   | Charlotte McKenzie  |
| Alexander Ludwig      | Benjamin Seidel    | Braden              |
| Andy Samberg          | stumm              | Cheerleader         |

## Hintergrund
- Die Dreharbeiten fanden ab Juni 2012 statt.[3]
- Der Film wurde am 12. Juli 2013 in den US-amerikanischen Kinos veröffentlicht. In Deutschland lief er am 18. Juli 2013 in den Kinos an.[4] Im Jahr 2013 wurden bundesweit 1.415.008 Besucher an den deutschen Kinokassen gezählt, womit der Film den 18. Platz der meistbesuchten Filme des Jahres belegte.[5]
- Der Film hatte ein Budget von ca. 80 Millionen US-Dollar und spielte über 240 Millionen ein.[6]
- Der Film ist die erste Fortsetzung eines Films, in dem Adam Sandler mitspielt.
- Der Wrestler Steve Austin, der Basketballspieler Shaquille O’Neal, Adam Sandlers Ehefrau Jackie Sandler (brünette Frau mit den Zöpfen im Fitness-Center), sowie die Schauspieler Chris Hardwick, Taylor Lautner und Patrick Schwarzenegger haben Auftritte im Film.
- Während der Party am Abend ist Lenny als Bruce Springsteen verkleidet, Eric als Meat Loaf, Kurt als Prince, Marcus als John Oates, Braden als Daryl Hall, Dickie als Maverick, Greg als Joel Goodson und Gregs Traummädchen Nancy als Pat Benatar. Unter den anderen Gästen sind auch die Verkleidungen von Donald Trump, Richard Simmons, Papa Schlumpf, Boy George, Hulk Hogan, Mr. T, Indiana Jones, Flavor Flav, der Terminator, Mario und Luigi zu sehen.

## Verbindungen zum Vorgänger
In Kindsköpfe 2 wird kaum auf den ersten Teil Bezug genommen; man sieht lediglich die Rivalität zwischen den vier Freunden und den anderen, die damals beim Basketballspiel gegen sie antraten. Rob Schneider, Darsteller des fünften Freundes, wird gar nicht erwähnt und auch Lennys Kindermädchen Rita wird nicht thematisiert. Nur Kurts Schwiegermutter ist kurz zu sehen, doch ihr Verhältnis zueinander hat sich nicht geändert. Darüber hinaus gibt es eine kurze Anspielung auf die beiden gebrochenen Arme von Wiley (dargestellt von Steve Buscemi), die er sich im ersten Teil zugezogen hat.

## Rezeption
Wie bereits der Vorgängerfilm erhielt Kindsköpfe 2 überwiegend negative Kritiken. Bei Rotten Tomatoes sind lediglich 7 % der Kritiken positiv bei insgesamt 106 Kritiken. Die durchschnittliche Bewertung beträgt 2,6/10. Bei Metacritic erhält der Film einen Metascore von 19/100 bei insgesamt 28 Kritiken. Das Time Magazine nannte Kindsköpfe 2 den schlechtesten Film 2013.
Der film-dienst urteilte, die Episoden dümpelten, nur „notdürftig zu einer Filmhandlung verzurrt, […] als Aneinanderreihung meist misslungener Pointen dahin“. Die Cinema resümierte, der Film sei eine „lieblos heruntergespulte Klamotte, die das Potenzial ihrer hochkarätigen Besetzung zugunsten billiger Gags“ verschenke. Die Filmwebsite kino.de schrieb, das eingespielte Team Sandler/Dugan weiche „nur wenig von ihrem erprobten Erfolgsrezept von krudem Humor gemischt mit warmherzigem Sentiment“ ab. Trotz „reichlich viel Bad-Taste-Gags (wie eine ausgedehnte Hirsch-Pinkelattacke) und ein paar (relativ züchtige[n]) Anzüglichkeiten beackert die albern-ausgelassene Nonsense-Komödie relativ harmloses Gag-Territorium und ist klar als Familienunterhaltung angelegt“.

## Negativauszeichnungen
Der Film erhielt neun Nominierungen für den Spottpreis Goldene Himbeere 2014:
- Nominierung: Schlechtester Film
- Nominierung: Schlechteste Regie Dennis Dugan
- Nominierung: Schlechtester Schauspieler Adam Sandler
- Nominierung: Schlechtester Nebendarsteller Taylor Lautner
- Nominierung: Schlechtester Nebendarsteller Nick Swardson
- Nominierung: Schlechteste Nebendarstellerin Salma Hayek
- Nominierung: Schlechtestes Drehbuch Adam Sandler, Tim Herlihy und Fred Wolf
- Nominierung: Schlechtestes Leinwandpaar Das gesamte Ensemble von Kindsköpfe 2
- Nominierung: Prequel, Remake, Rip-off oder Sequel